# Sesbania pachycarpa
Sesbania pachycarpa är en ärtväxtart som beskrevs av Dc.. Sesbania pachycarpa ingår i släktet Sesbania och familjen ärtväxter.

## Underarter
Arten delas in i följande underarter:
- S. p. dinterana
- S. p. pachycarpa